# Sapanca
Sapanca est une ville et un district de la province de Sakarya dans la région de Marmara en Turquie.

## Géographie

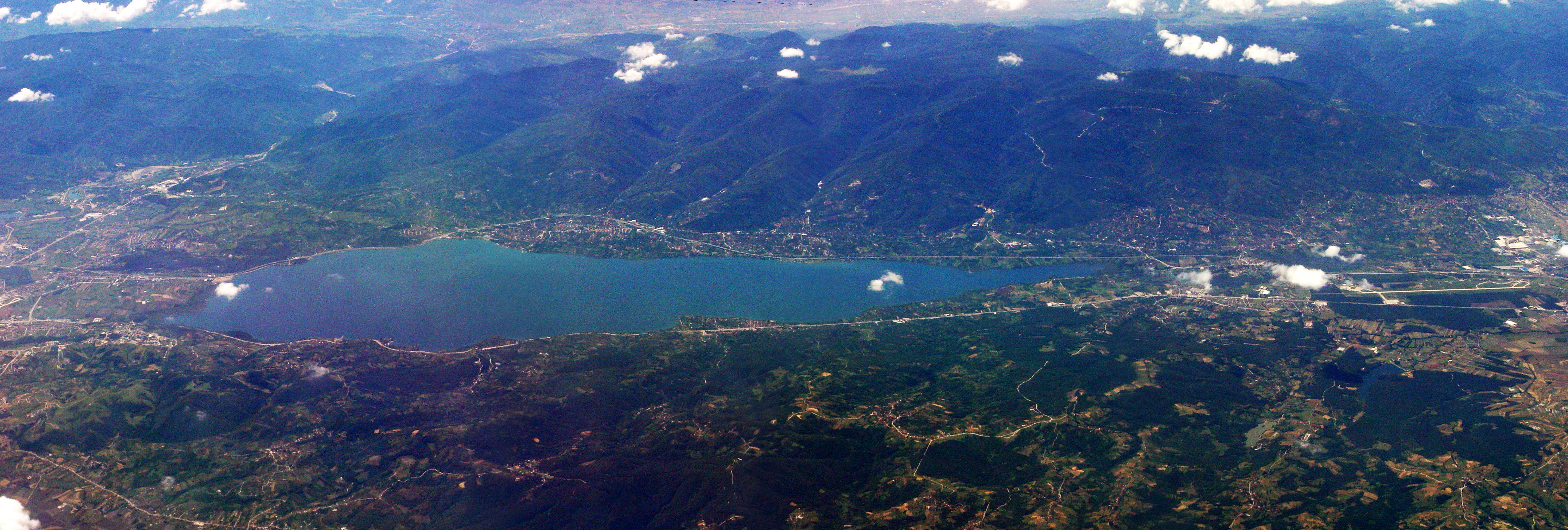

Le lac Sapanca est un lac d'eau douce en Sapanca, Turquie. La profondeur maximale du lac de 53 mètres. La profondeur moyenne est de 36 m.